# Tra un bacio e una pistola
Tra un bacio e una pistola è un cortometraggio del 1959 diretto da Corrado Farina.

## Trama
Torino e dintorni: Un agente segreto si muove tra documenti segreti e bande di spie nemiche.

## Produzione
Farina nella sua autobiografia racconta che il soggetto e la sceneggiatura sono stati scritti da Peyron e Balbiano mentre studiavano per la facoltà di legge.
La produttrice fu Eleonora Olivetti, alla quale fu chiesto di interpretare la "femme fatale", ma invece fu scelta sua sorella Magda, è possibile trovare uno scatto leggermente hot sul sito ufficiale del regista.
Farina si assunse " l'onore e l'onere della regia", e si offrì anche di recitare.
Alla fine si offrì di montare con la moviola in casa Olivetti.I suoni degli spari vennero fuori sincro a causa del nastro "Gelosino".